# 福利厚生
福利厚生（ふくりこうせい、employee benefits）とは、企業が従業員に対して通常の賃金・給与にプラスして支給する非金銭報酬である 。また多くの場合、企業の福利厚生の対象は従業員のみならず、その配偶者や家族、あるいはかつて従業員だった者にまで及ぶことがある。福利厚生は人事にとって重要な人事施策の一つとされている。福利厚生は従業員の待遇・生活に深く関係するため、福利厚生の改善で採用活動・エンゲージメント・定着率にも良い影響が期待できると言われる。
ここでは日本における福利厚生を述べる。

## 概要
福利厚生の目的は、従業員の経済的保障を手厚くすることにより、従業員の組織貢献度を高めることである。また、勤労意欲や能率の向上を図るといった狙いもある 。離職率の低下や労働力の定着を図るほか、採用活動でも福利厚生の内容は注目される。
取り組みの内容は、法律により企業に実施が義務付けられる法定福利厚生と、企業が独自に定める法定外福利厚生とに大別される。特に法定外福利厚生は企業によって様々であり、一般的には潤沢な大企業のほうが充実した福利厚生が用意されているが、経費削減のため内容の見直しや、福利厚生サービスを専門にする企業へのアウトソーシングに切り替えることもある。また企業が準備した様々な福利厚生の中から、従業員が好きなものを選んで利用するというカフェテリアプランを採用する企業も増えている。
福利厚生を労働費用の観点からみると、労働費用総額の構成は、「現金給与」部分と「現金給与以外の労働費用」から成っていて、現金給与以外の労働費用は、法定福利費、法定外福利費と退職給付等の費用の三つによって構成される。厚生労働省の「平成23年就労条件総合調査」によれば、
- 労働費用総額に占める「現金給与額」の割合は81.5%、「現金給与額以外の労働費用」の割合は18.5%となっている。
  - 「現金給与以外の労働費用」に占める労働費用の割合をみると、「法定福利費」58.5%、「退職給付等の費用」27.2%、「法定外福利費」10.9%などとなっている。
    - 「法定福利費」の内訳は、「厚生年金保険料」53.7%、「健康保険料・介護保険料」33.2%、「労働保険料」11.8%などとなっている。
    - 「法定外福利費」の内訳は、「住居に関する費用」49.4%、「医療保健に関する費用」11.5%、「食事に関する費用」9.1%などとなっている。
- 常用労働者1人1か月平均の現金給与以外の労働費用を企業規模別にみると、1,000人以上で97,282円、300～999人で76,041円、100～299人で65,369円、30～99人で54,898円となっていて、企業規模が大きいほど現金給与以外の労働費用が多くなっている。

## 福利厚生の例
法定福利厚生
- 社会保険（厚生年金、公的医療保険（健康保険、船員保険、共済組合等）、介護保険、雇用保険、労働者災害補償保険）
- 児童手当拠出金
  - 企業がこれらの保険料の一部を負担（労働者災害補償保険の保険料、児童手当拠出金は企業が全額負担）する。

法定外福利厚生
- 勤労者財産形成貯蓄
- 住居（家賃補助、借り上げ、社員寮、貸付金等）
- 通勤補助（通勤手当の支給、専用交通機関の手配等）
- 子育て支援（家族手当等）
- 資格取得支援
- 福利厚生施設
  - 保養所
  - 社員食堂
  - 社員寮・社員住宅
  - 運動施設など
- 社員旅行
- クラブ活動、実業団の補助

## 主な福利厚生サービスアウトソーサー
割引クーポンを提供する会社
- 株式会社イーウェル
- 株式会社ベネフィット・ワン
- 株式会社リロクラブ
- ウォンテッドリー株式会社

食事関連の福利厚生を提供する会社
- 株式会社OKAN - オフィスおかん
- 株式会社Kompeito - OFFICE DE YASAI（オフィスで野菜）
- 株式会社エデンレッドジャパン - チケットレストラン

　※社名順